# Mídia independente
A mídia independente (português brasileiro) ou os média independentes (português europeu) é/são o tipo de mídia/média que não está/estão sob o controle de grandes grupos de comunicação, e que não está vinculada a compromissos com anunciantes, grupos políticos ou instituições governamentais. Ela vai em contramão à mídia corporativa (ou "grande mídia"), que, frequentemente, distorce os fatos e apresenta uma visão de acordo com quem lhe paga mais. Em suma: é o tipo de publicação que não se presta necessariamente a propagar a ideologia dos grupos que dominam a ordem atual da sociedade.
Embora semelhante em propósitos, a mídia independente não é sinônimo de mídia alternativa, por não necessariamente se contrapor a uma hegemonia ou causa. Há exemplos de veículos de mídia que são independentes porque não são vinculados a nenhuma grande empresa, mas que produzem conteúdo similar ao da grande mídia.
Embora a mídia alternativa se caracterize pela pluralidade e participação das mais diversas classes sociais, a sua qualidade no que diz respeito à relação mensagem-receptor fica prejudicada pelo fato de que são poucos os profissionais que atuam nessa área. O amadorismo e a falta de capacidade técnica, mesmo que frutos da baixa infraestrutura, podem fazer, da mídia independente, uma forma de comunicação pouco preparada para lidar com o público receptor.

## Cobertura
A ênfase da cobertura da mídia independente é a cobertura de fatos e movimentos sociais nacionais, regionais, estaduais e locais, tendo, como objetivo, cumprir o papel que a mídia tradicional deixa de cumprir devido aos interesses envolvidos.
Os movimentos sociais ligados à mídia livre avaliam e questionam a maneira como as grandes mídias foram construídas historicamente, a legislação vigente que rege os meios de comunicação, e os limites da liberdade de expressão impostos pela legislação vigente.
Inclui quaisquer meios de comunicações que não sejam vinculados a partidos políticos, entidades religiosas, órgãos estatais ou grupos de interesses comerciais, buscando ser uma alternativa à apropriação tendenciosa do conteúdo de notícias divulgadas.
A mídia independente busca fornecer informações de maneira que sejam percebidas dentro do contexto geral, sem a fragmentação do noticiário e das análises que fazem parte de uma estratégia de alienação que limita a capacidade de avaliação crítica dos fatos em sua totalidade do real, bem como oferecer, ao público, informação alternativa e crítica, sem os objetivos atrelados ao mercado consumidor da mídia empresarial, que apresenta fatos e suas interpretações de acordo com interesses econômicos, sociais e culturais ligados ao mercado e portanto de forma não independente.

## Organizações de Mídia independente
O Centro de Mídia Independente (CMI) é uma rede mundial representante da proposta de mídia independente. Qualquer pessoa de uma comunidade pode se envolver e contribuir com o CMI, que mantem um site na internet e um banco de dados de notícias cujo conteúdo é disponível para distribuição e reprodução livre, seja na internet ou na mídia tradicional, através de impressos, vídeos ou áudio. O projeto tem, como objetivo, democratizar a produção de mídia. No Brasil, está representado pelo CMI Brasil.

## Em Portugal
Em Portugal, a comunidade de mídia independente passou a contar, em setembro de 2020, com um portal agregador da diversidade de projectos existentes na área, como o Shifter, o Fumaça, o Divergente ou o Gerador. O site foi lançado primeiro com o nome de Média Independentes, sendo que a ideia era que o site pudesse funcionar como “um ponto de encontro entre os diferentes projectos que existem neste sector e um veículo de divulgação desses mesmos media para fora dos círculos de cada um”
Em dezembro de 2020, no entanto, o projecto ganhou um novo nome, o de Média Alternativos, e consequentemente um novo endereço na web. A mudança deu-se porque a a nomenclatura “média alternativos” é mais comum e consensual, estando mais presente na bibliografia existente.
Além do portal supra mencionado, surgiram outros jornais independentes, nomeadamente o Página Um, The Blind Spot e o Inconveniente. Destacando-se pela transparência, imparcialidade, rigor e sem quaisquer financiamentos de empresas, estado, lobbies, fundações ou observatórios. Sendo assim, é um jornalismo alternativo, fracturante, factual e único no questionamento às “autoridades”, devido à ameaça que representam para os meios convencionais.

## No Brasil
No Brasil, a Agência Pública mapeia e possui uma lista dos veículos de mídia independente do Brasil. O primeiro levantamento feito com diversos veículos do Brasil, foi publicado em novembro de 2016.
A conscientização da população brasileira sobre a importância da democratização das comunicações no país, concentrada basicamente em 10 veículos de comunicação até 2013, levou à criação da Campanha Para Expressar a Liberdade. Lançada em 27 de agosto de 2012, a campanha tem, por objetivo, mobilizar o Brasil para alterar a lei de Comunicação, de maneira a promover a pluralidade da imprensa.
Para tal, lançou, em 1º de maio de 2013, o projeto de lei de iniciativa popular para a democratização das comunicações no Brasil. O projeto trata da regulamentação das comunicações eletrônicas, rádio e televisão no país, setor este regido pelo Código Brasileiro de Telecomunicações, e a regulamentação dos artigos de comunicação da Constituição Brasileira, como os que tratam da defesa de conteúdo nacional, diversidade regional e da produção independente. A campanha "Para Expressar a Liberdade" conta com o apoio de entidades de diversos setores da sociedade e de partidos políticos, incluindo o Movimento Negro, das mulheres, trabalhadores, trabalhadores agrícolas, movimento dos sem-terra, estudantes, jornalistas, blogueiros, radialistas e vários outros.
Em maio de 2013, a Comissão de Cultura da Câmara dos Deputados iniciou a discussão de uma proposta para a criação de um fundo de financiamento público e linhas de crédito especiais para as pequenas empresas do setor de mídia no Brasil – blogues inclusive.
A deputada federal Jandira Feghali, presidente da Comissão de Cultura, em 2013, disse:
| “ | Nossa intenção é sair com algum plano concreto de financiamento do Banco Nacional de Desenvolvimento Econômico e Social. A ideia é viabilizar a chamada mídia livre no Brasil. Notamos que há uma grande dificuldade dos blogues, rádios comunitárias e até mesmo da tevê pública em ter a sustentação financeira necessária para se manter no ar com qualidade, em um nível competitivo, e com possibilidade para se estruturar. É impossível se imaginar a pluralidade da informação sem esses veículos e entendemos que é o momento de os bancos públicos financiarem a democracia da comunicação no País. | ” |